# ウシュマル
ウシュマル (Uxmal) は、メキシコ、ユカタン州にある古典期後期から後古典期のマヤ文明の遺跡。

## 概要
ユカタン半島北西部のプウク地方にある。ウシュマルはメリダの南方78kmの地点にあり、カンペチェへ向かうメキシコの高速自動車国道261号線で、メリダから110kmの地点にある。ウシュマルという地名は、オシュ＝マハアルと発音されたと考えられ、マヤ語の研究者の間でその由来について論争があるが、コロンブス到着以前の古いマヤ語の名称と考えられ、「三度にわたって建てられた町」という意味である（cf.カラコルの旧名「オシュ＝ウィツア」を見よ）。プウク地方一帯は豊かな土壌の土地で、近隣のラブナ等の都市とサクベと呼ばれる石造りの舗装道路で結ばれ、さらに特産物を輸出してメキシコ高地から黒曜石、グアテマラ高地の黒曜石・ヒスイを得る等の交易などで栄えたとみられる。10世紀の初め頃、チャーフク王のころが最盛期とされる。
多くの観光客の目的地となるためにウシュマルの建造物の整備や復元にたくさんの労力が注がれる一方で、細々とであるが真摯な考古学的な発掘調査や研究がなされてきた。この都市の占地が行われた時代はよくわかっていないが、人口は、現時点では盛期で概算2万5千人ほどと推定されている。
今日目にすることのできる15以上の主要な建造物は、だいたい紀元700年から1100年の間に建てられたものである。

## 近世までの歴史
マヤの年代記によれば、ウシュマルは、フン＝ウィツィル＝トゥトゥル＝シウによって紀元500年に建てられた町であるという。ウシュマルは何代にもわたってシウ家によって支配され、ユカタン西部でもっとも強力な都市であった。そしてチチェン・イッツアと同盟を結んで北部ユカタン全域を支配していた。紀元1200年以降は主要な建築物を新たに建築することは行われなくなる。このことは、ウシュマルと同盟者チチェン・イッツアの衰退とマヤパンへユカタンの権力が移っていく過程と関係しているとおもわれる。
シウ家が、マニへ首都を移すとともに、ウシュマルの人口は減少していった。
スペインによる征服後、シウ家自身は、スペインの同盟者となったが、初期植民地時代の記録によると、ウシュマルは、1550年代までは、ある程度の数の人々が住む重要な場所であったが、そこにスペイン風の町が建てられることはなくやがてウシュマルは放棄されることとなった。

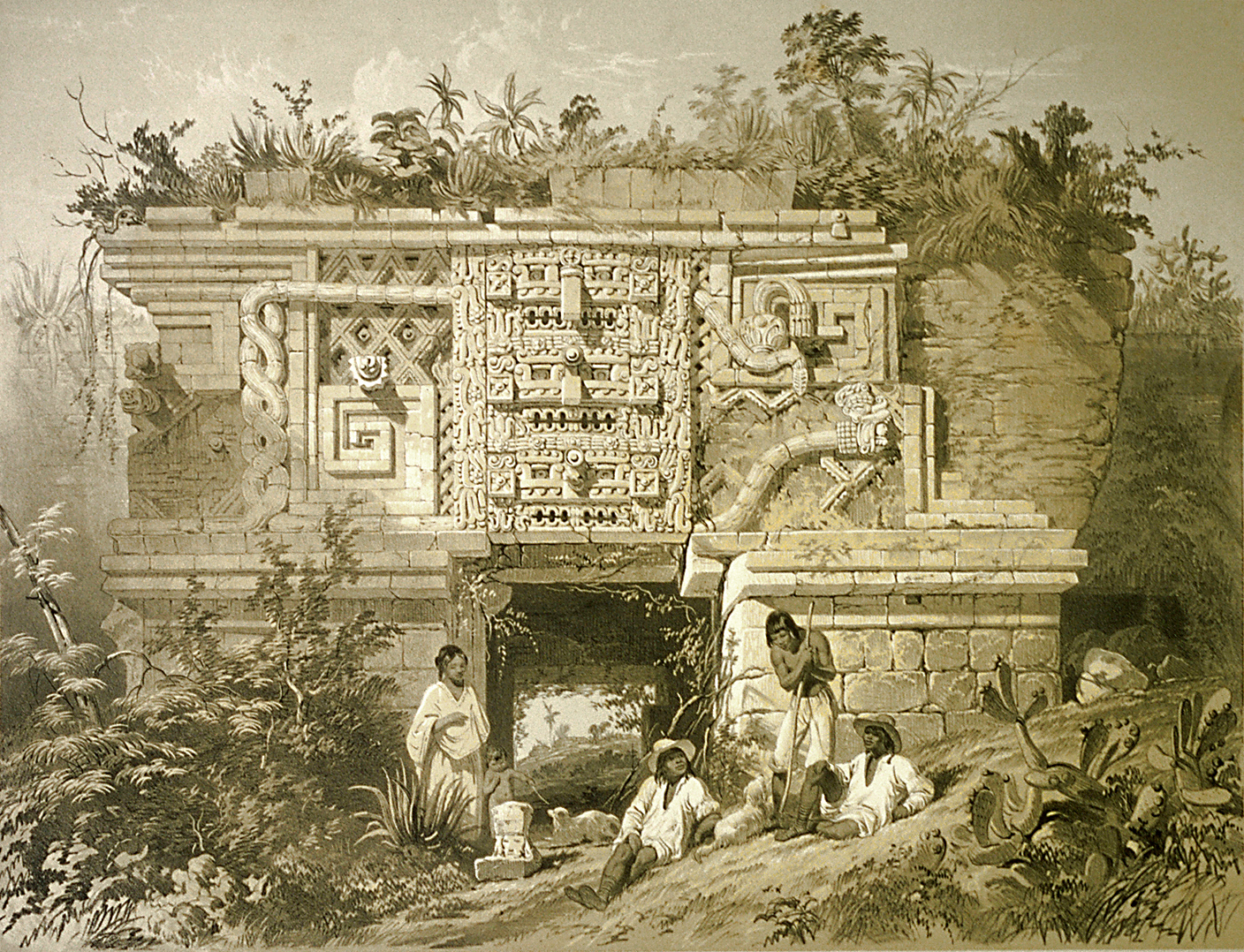
ウシュマル遺跡の「尼僧院」の一部。フレデリック・キャザウッドの石版画

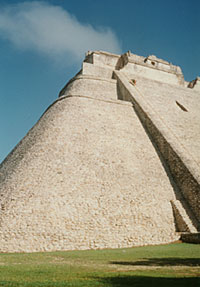
ウシュマル遺跡「魔法使いのピラミッド」

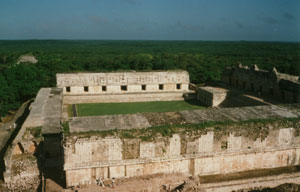
ウシュマル遺跡の「尼僧院」

## 現地の状況
ウシュマルの復元作業は、建物が通常より良好に残っていたおかげで他の多くのマヤ遺跡よりも良い条件で行うことができた。建物によく使われる漆喰のツナギを使用しないで精巧に切り取られた切り石を使用して建てられている。ウシュマルにある建造物は、外部に独特の彫刻が施される等、優雅さと美しさにおいてパレンケの建造物に匹敵するものである。ウシュマルにおいては、その前半の時期においては、その大部分がプウク式の建物である。保存状態が良好であるため、一般の観光客にも当時のウシュマルの祭祀センターの様子をほぼ完全な形で想像させることのできる数少ないマヤ遺跡のひとつとなっている。
よく知られている著名な建造物は下記のとおりである。
総督の館
壮大な基壇の上に長いがそれほど高くない建造物が建てられている。これは、コロンブス到着以前のメソアメリカでは、最長の外観をほこる建造物である。
魔法使いのピラミッド
別名「占い師のピラミッド」。入口近くの箇所にある。高さ36.5メートルの巨大なピラミッドの土台は楕円形に近い形で、長さが73メートル、幅が36.5メートルある。急傾斜で有名な118段の階段を上ると、頂上には複数の神殿が階層状になって存在する。このピラミッドはいくつかの点で通常ではない良好な状態の建造物である。テオティワカンのピラミッド等と同じで小さな神殿が順次大きな神殿へと拡大された。魔法使いの老婆が暖めた卵から生まれてきた小人が、超自然的な力で一夜のうちに造ったというマヤの伝説から、「小人のピラミッド」とも言われている。
尼僧院
内面と外面に精巧で美しい彫刻が施されたウシュマルにあるいくつかの中庭を方形の回廊状に囲む良好に残された建造物の中でもっともすばらしい建物である。なお、尼僧院とはスペイン人によってつけられたあだ名で、実際には支配者の宮殿と考えられる。
大球戯場
メソアメリカ独特の球戯が行われた場所で、901年にチャン＝チャク＝カクナル＝アハウという王によって奉献されたという銘文が刻まれている。
ウシュマルには、ほかにも注目すべき建物や多くの神殿ピラミッド、方形回廊状建物や記念碑、埋まったまま保存されている建物がある。多くの箇所に長い鉤鼻の顔面像の彫刻が見られ、従来の定説では雨を司る農業神チャク（チャーク）とされてきたが、近年、マヤ人に山への信仰があり、ピラミッドは山を模したものであり、彫刻は山の神ウィッツ（ウィツ）ではないかという説も提唱されている。
マヤ文字が刻まれた銘文の多くは、一連の石碑に刻まれているが、一つの神殿に対になるようにグループになっているわけではない。この石碑に刻まれているのは歴代のウシュマルの王たちである。また石碑は、たおれかかっていたり、ばらばらに壊れそうな兆候を示しているので、建て直したり修復したりする必要がある。

## 近世以降
ウシュマルは、メリダからそう遠くないカンペチェへ向かう道路沿いにあり、メキシコ独立以来多くの見物者が訪れた。1838年にジャン＝フレデリック・ワルデック伯爵が、この遺跡について詳細な記録を初めて出版している。ジョン・ロイド・スティヴンズとフレデリック・キャザウッドは、1840年代に二度にわたってウシュマルを訪れ、建築家であり画家であったキャザウッドは、この古代都市の建造物がかってどのように建てられていたかわかるくらいの多くのプランやスケッチを報告する予定であったかのように詳細に描いたが不幸なことに現在その大部分は失われている。シルヴァヌス・モーレイは、1909年に、以前にはいくつか見落とされてきた建造物を含めてウシュマルの地図を作成した。

## イメージギャラリー

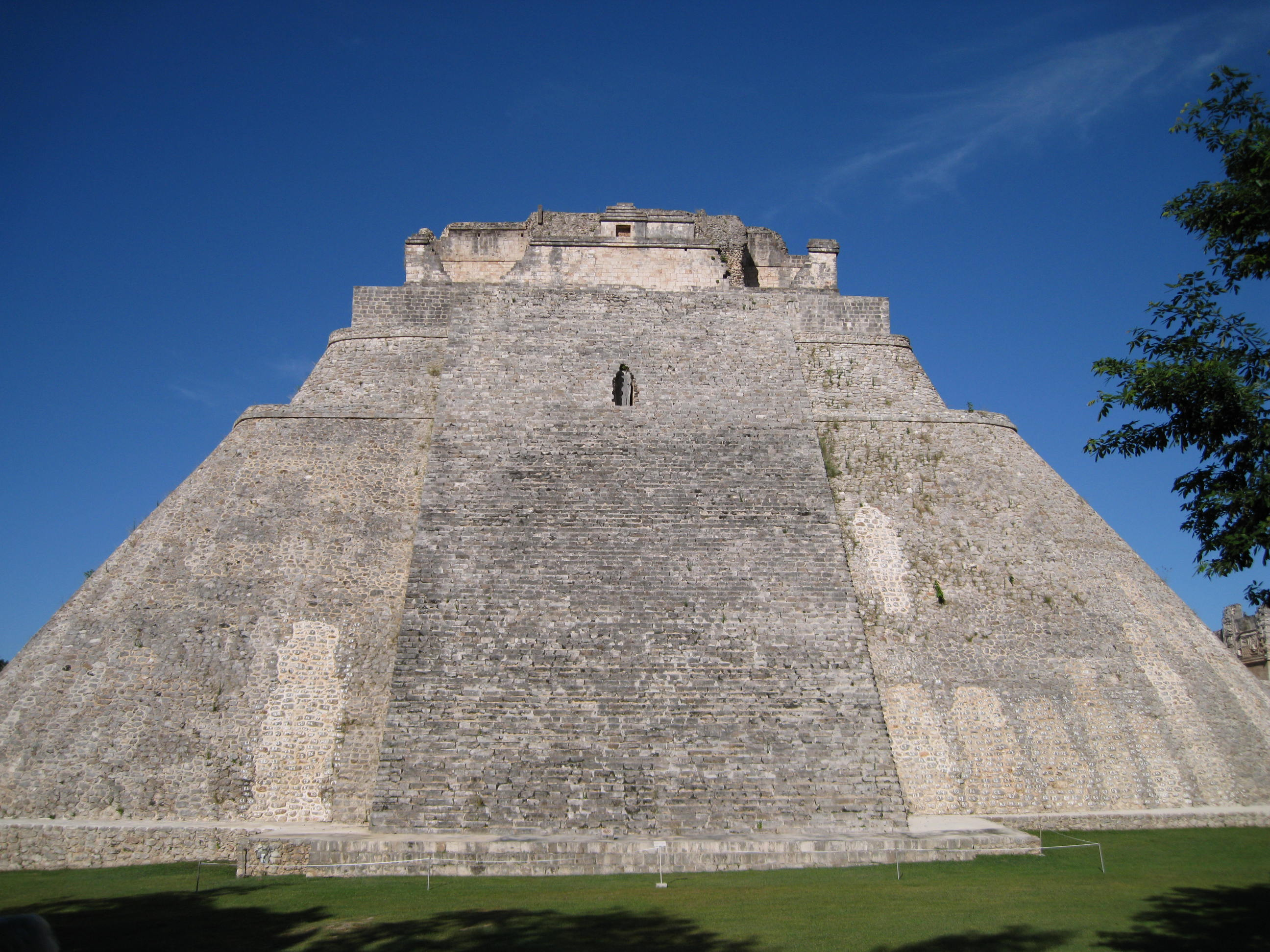
魔法使いのピラミッド正面
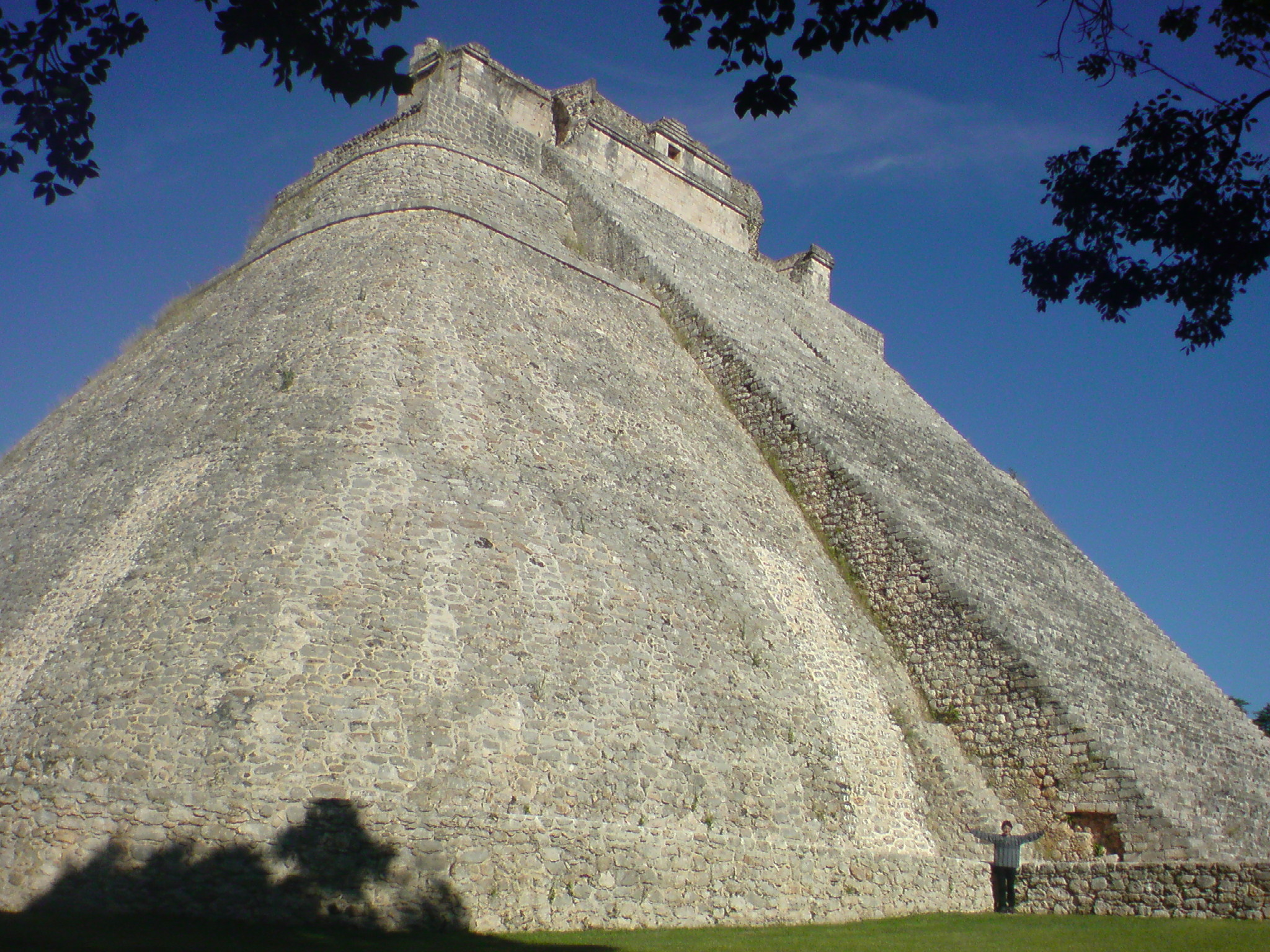
魔法使いのピラミッド斜め
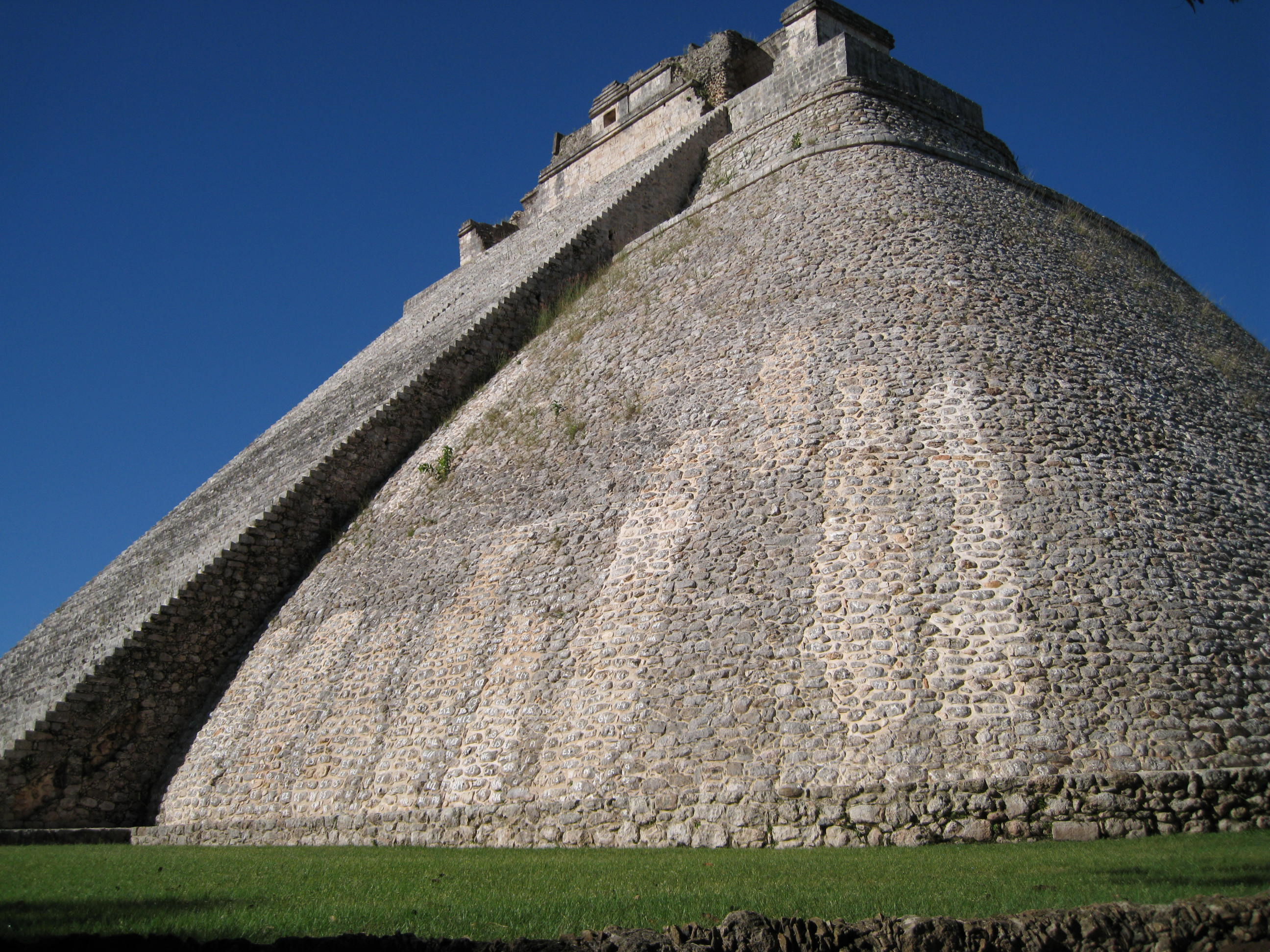
魔法使いのピラミッド斜め
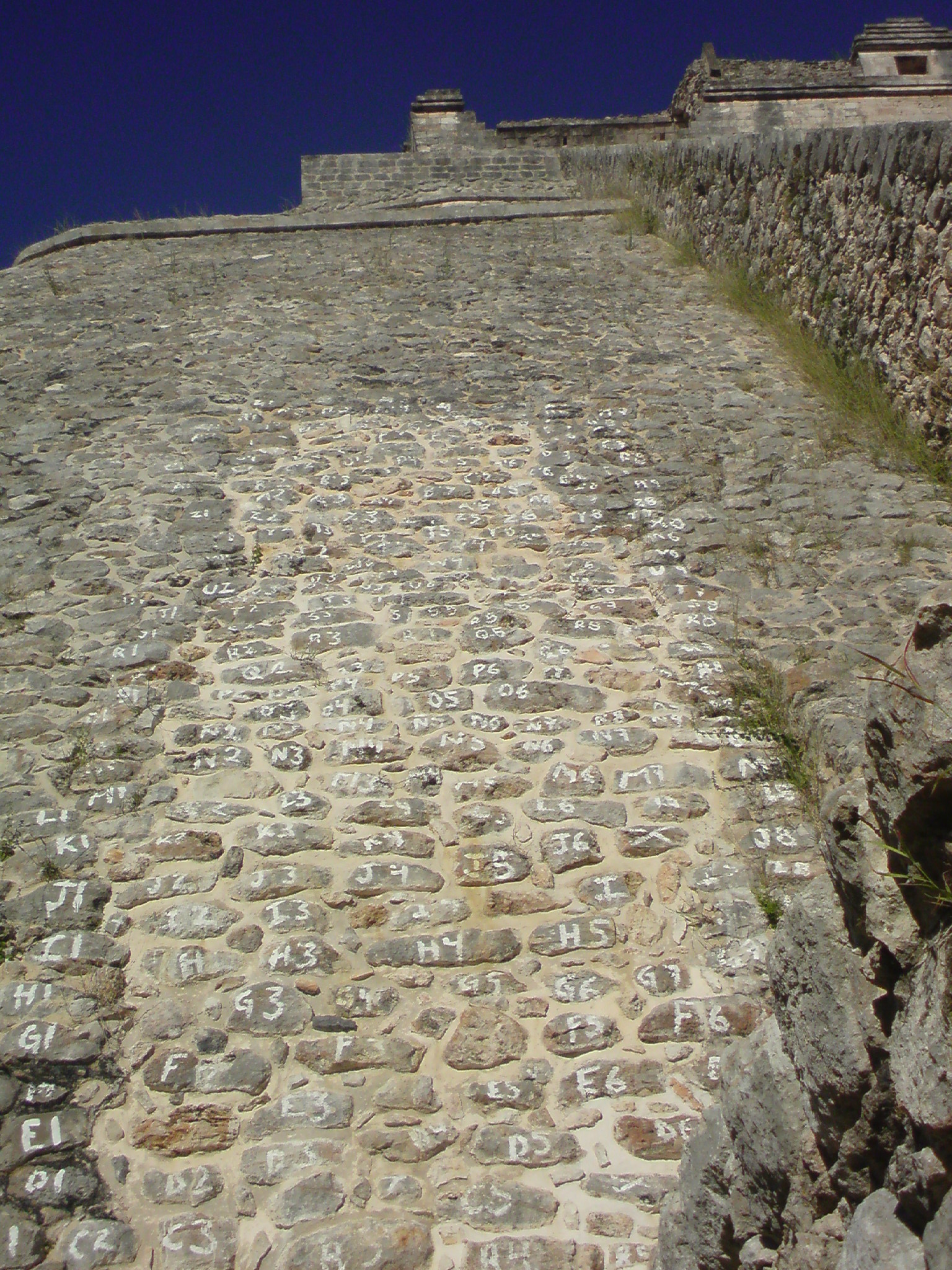
魔法使いのピラミッド接写
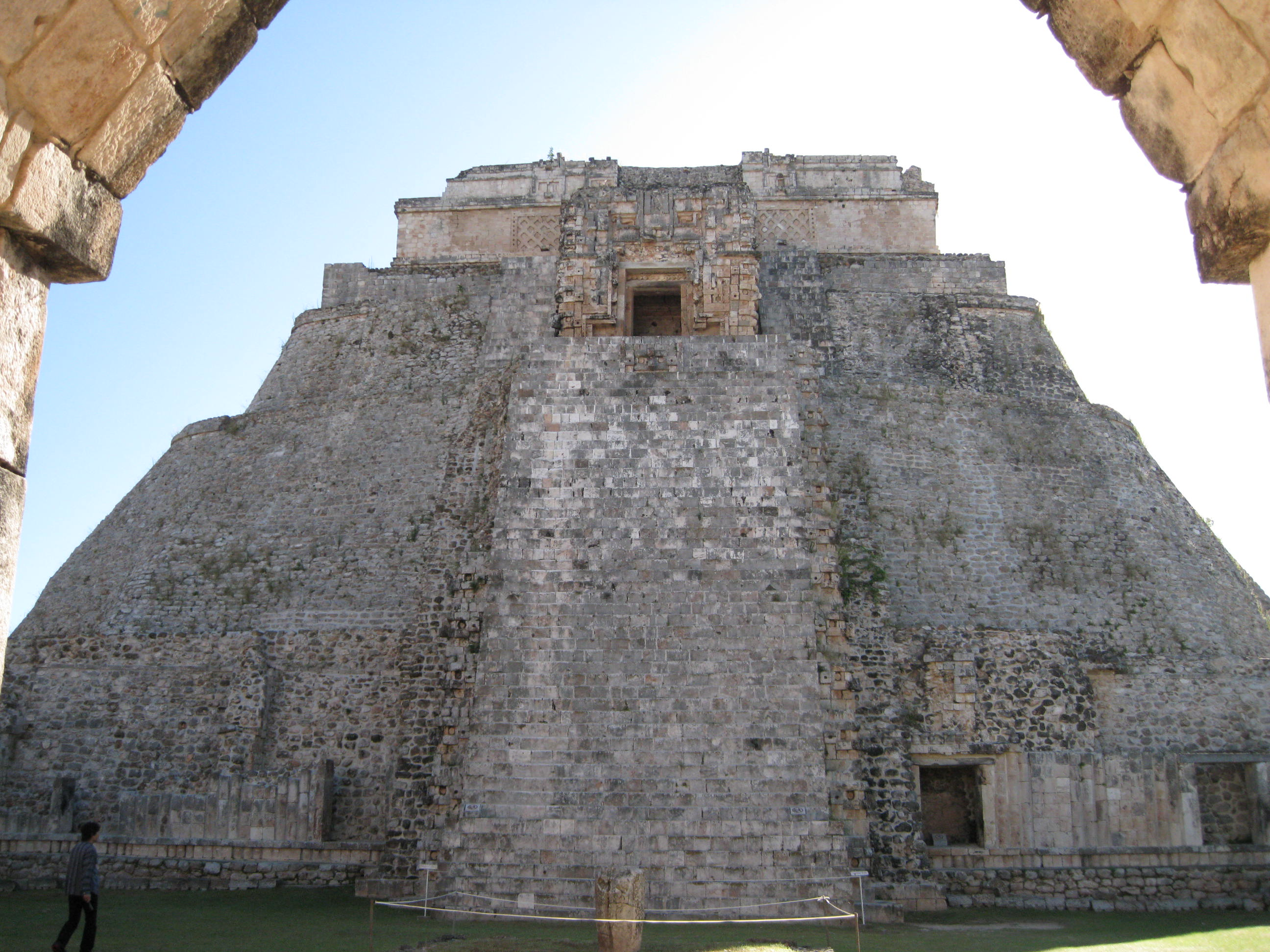
魔法使いのピラミッド背面
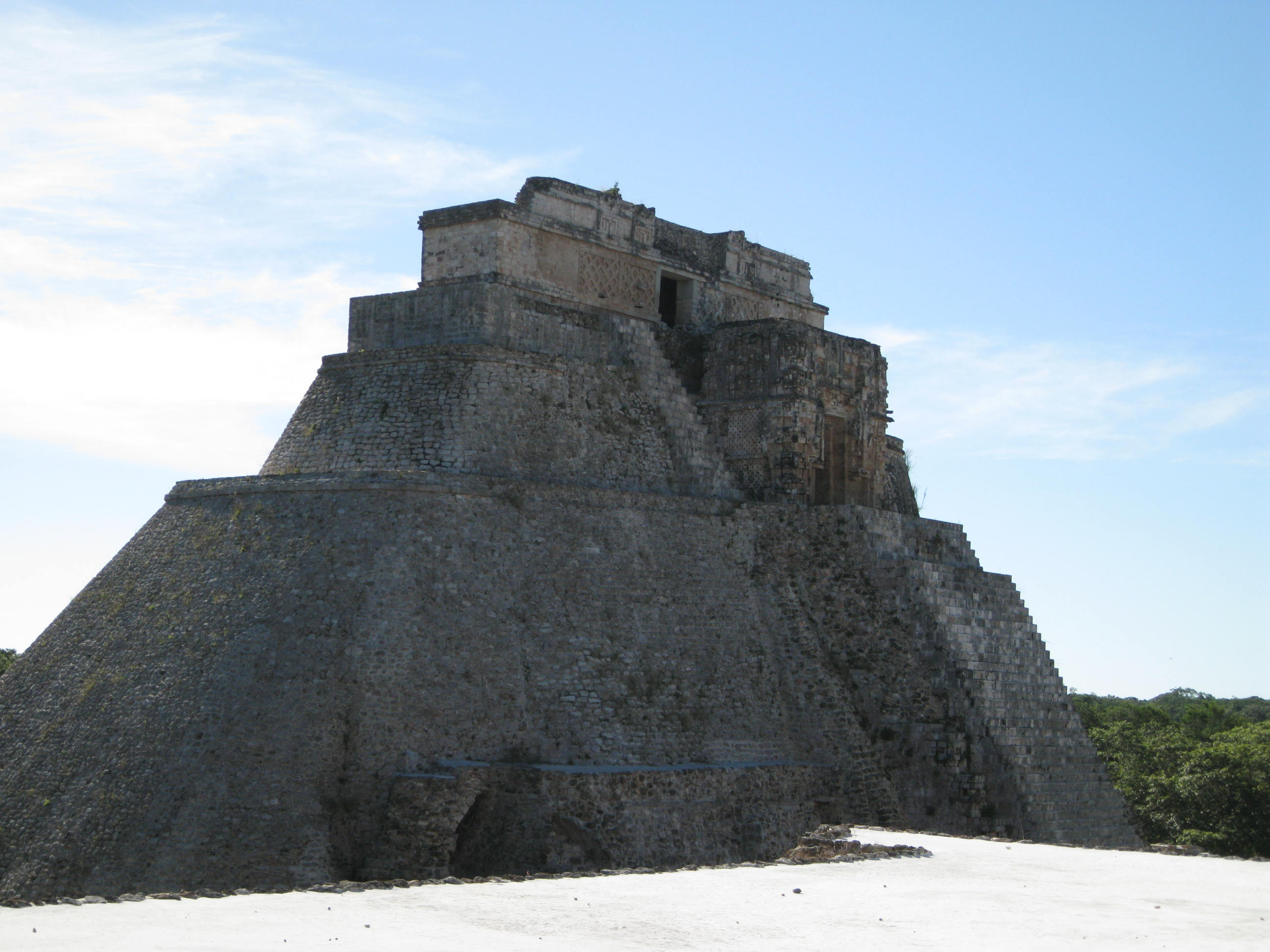
魔法使いのピラミッド背面斜め
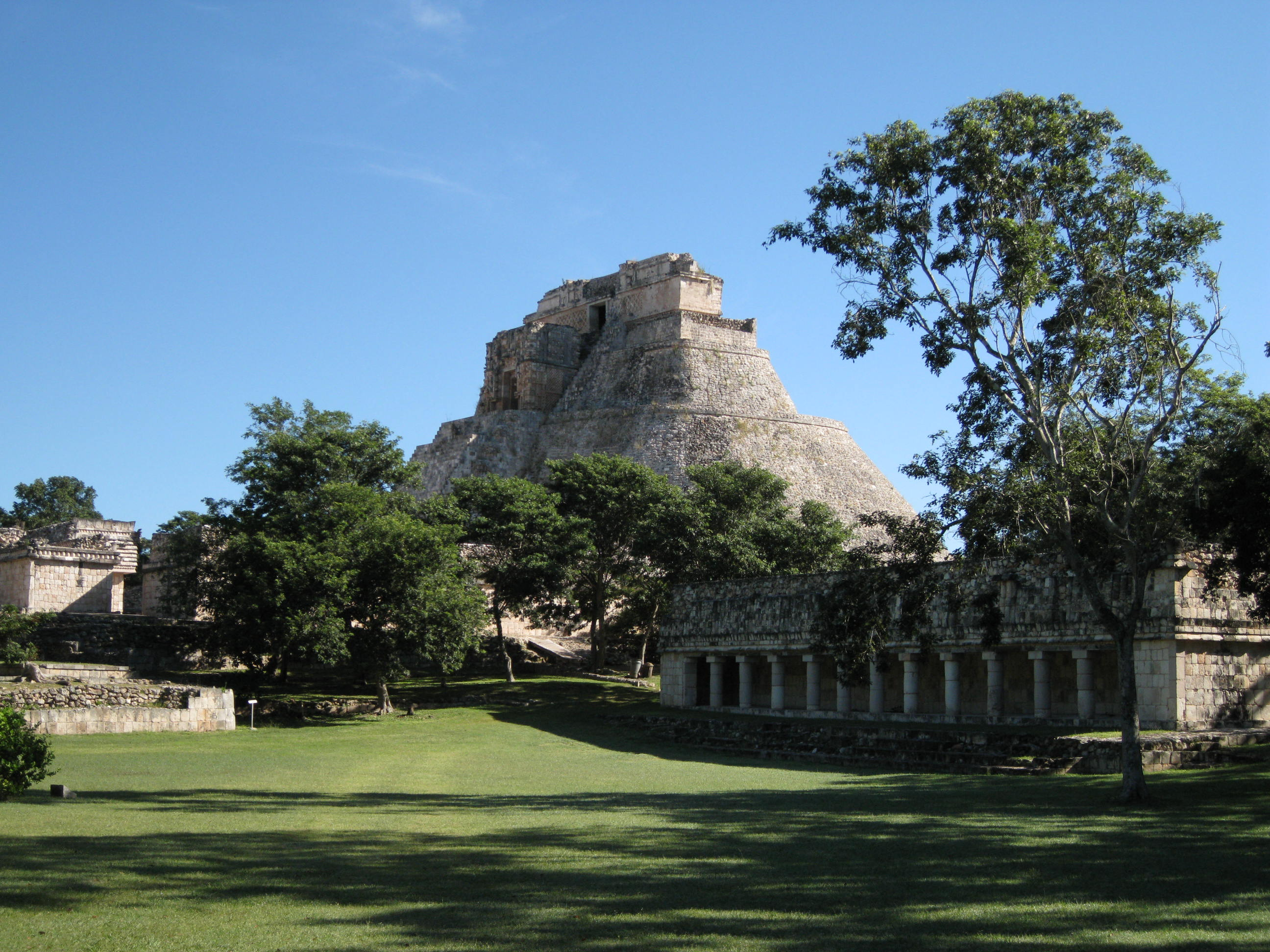
魔法使いのピラミッド背面離れて
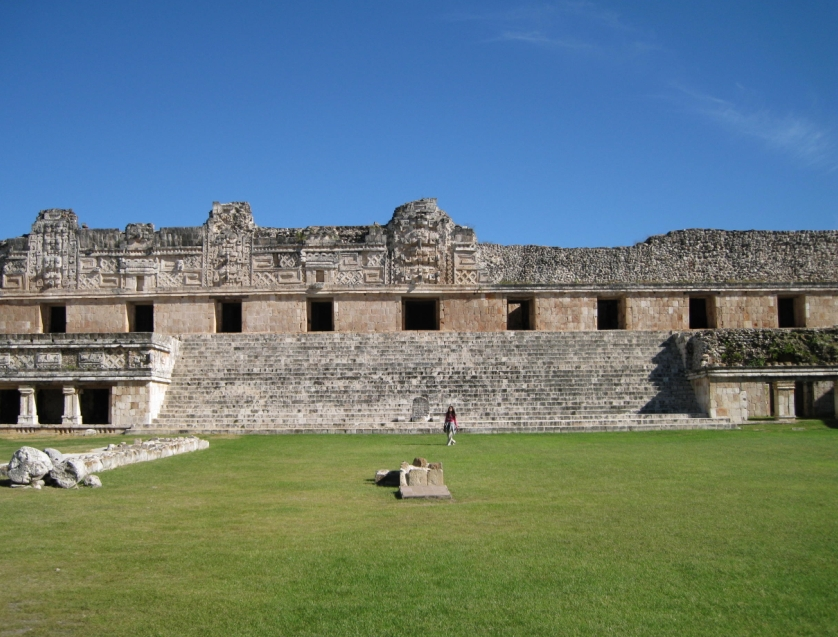
尼僧院内
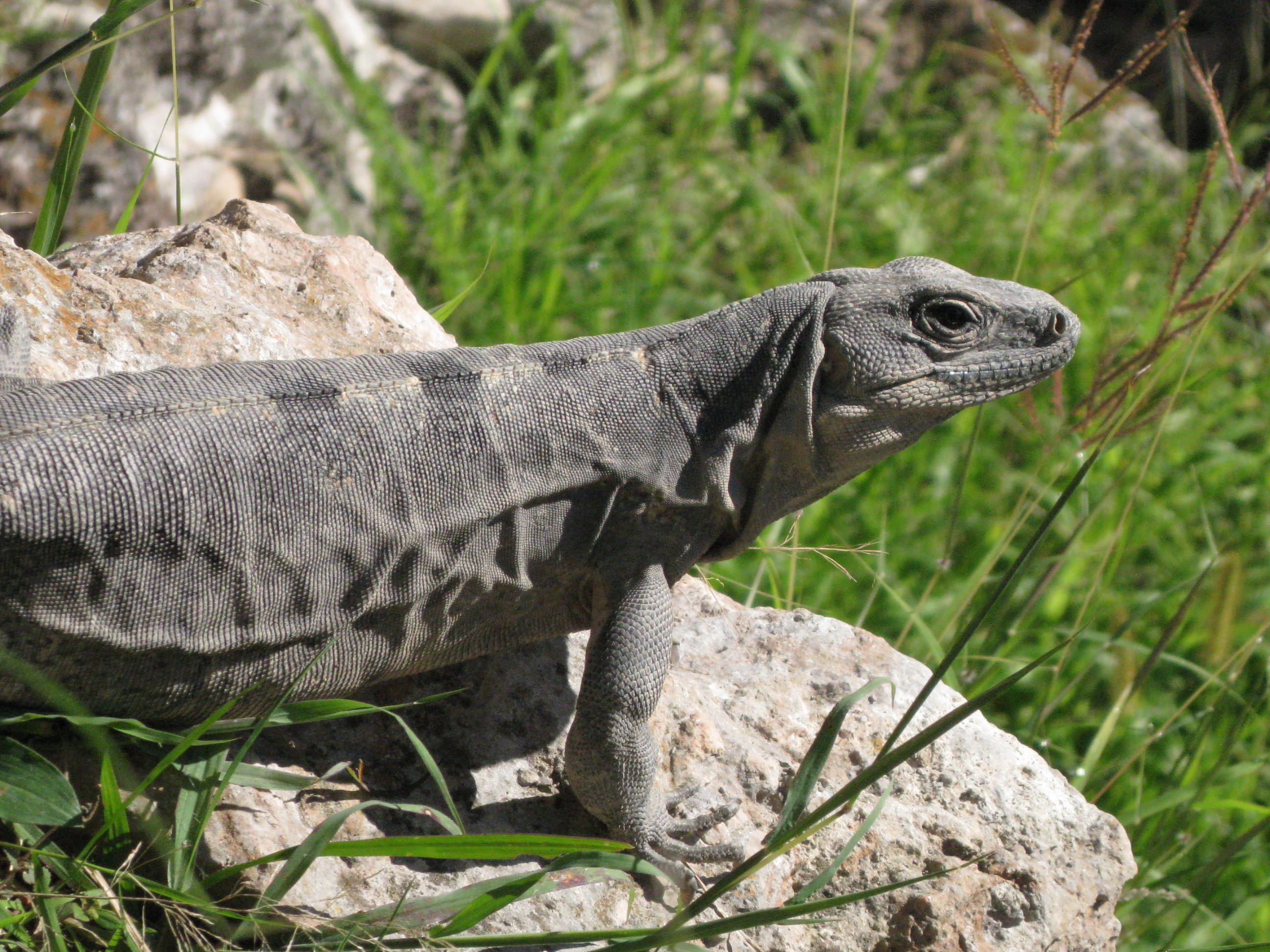
尼僧院周辺に棲む大型のトカゲ
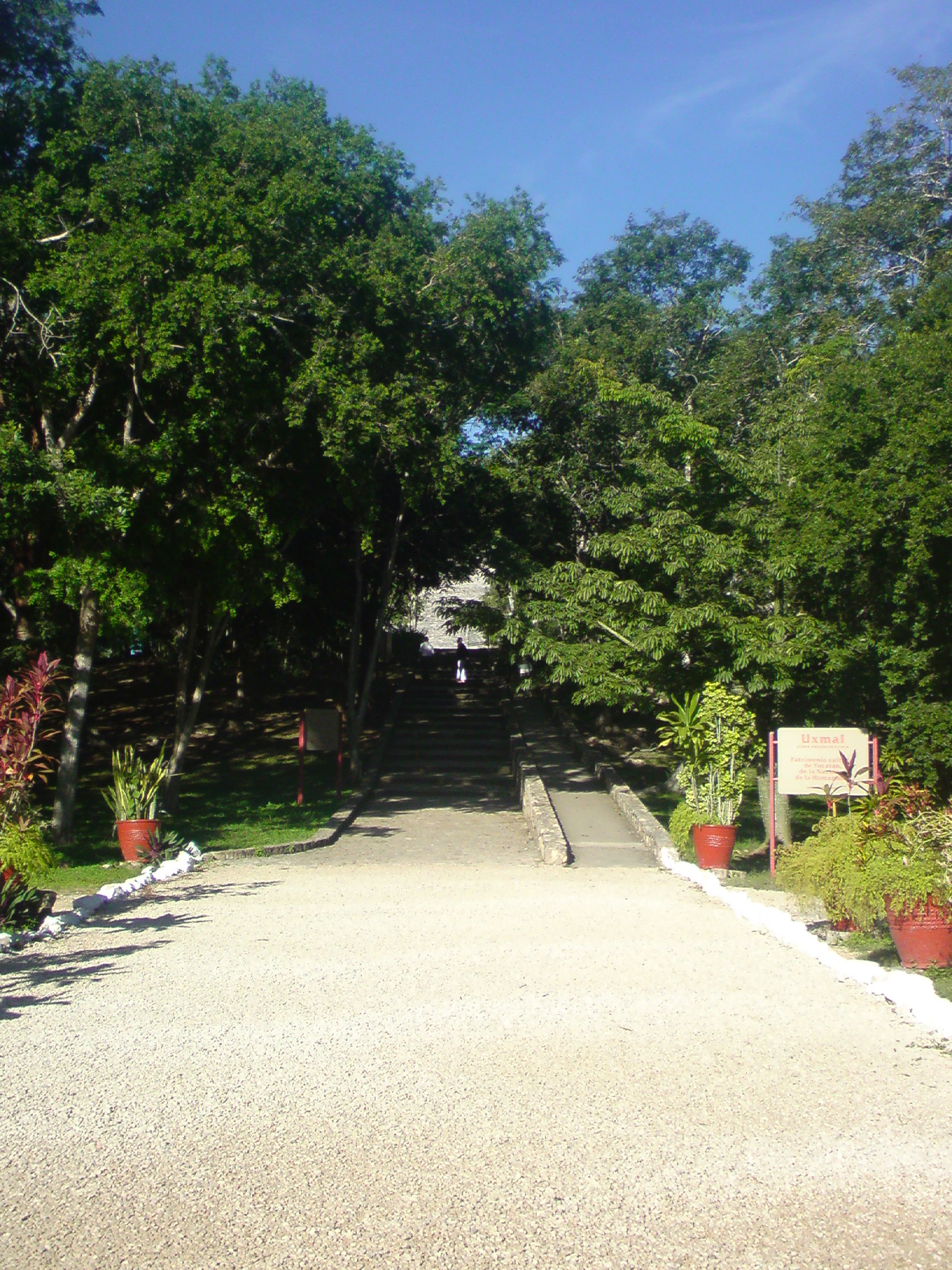
入り口付近
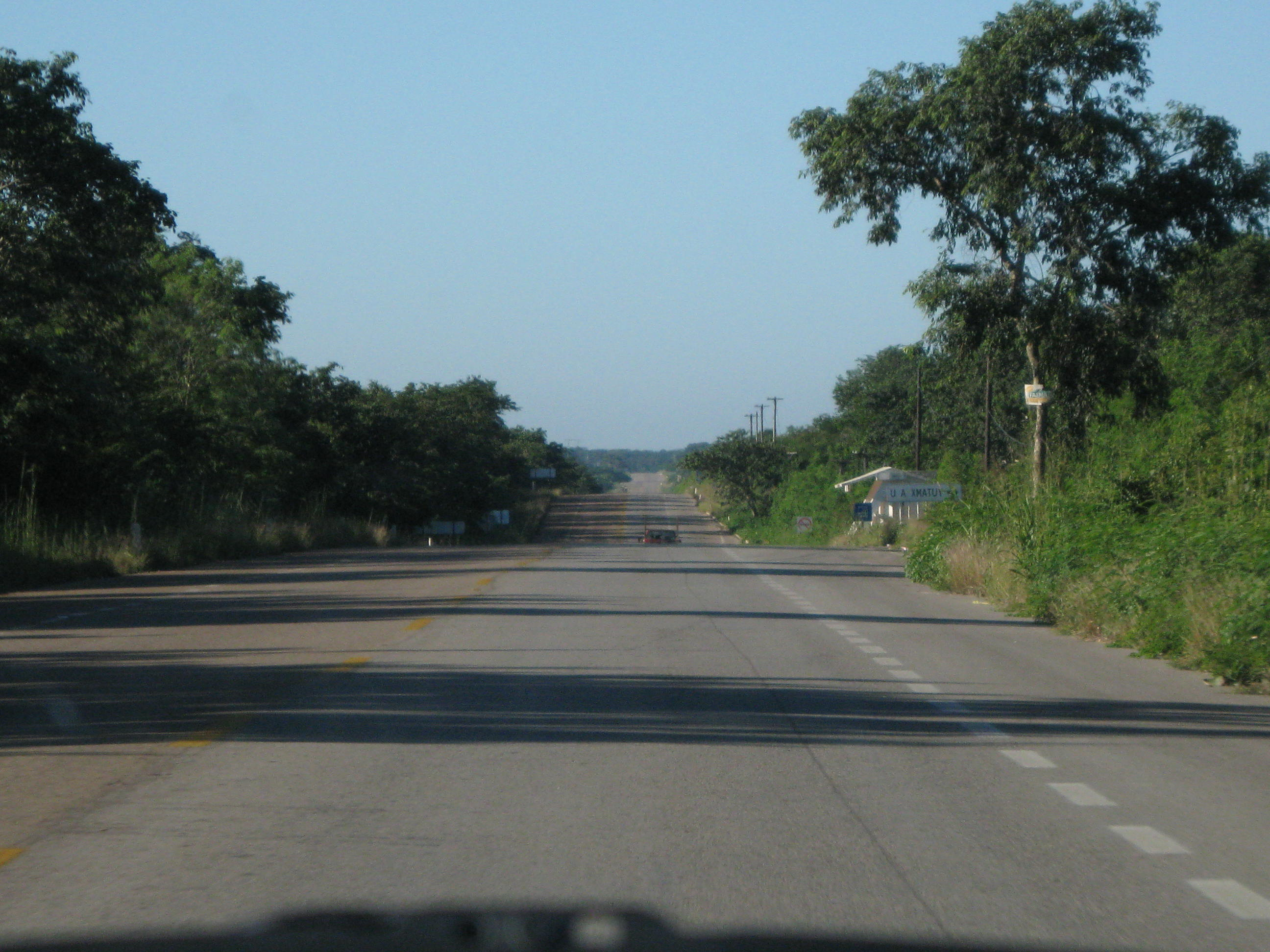
周辺の道路の様子
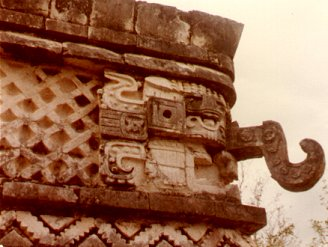
ウシュマル遺跡に見られるチャックの面

## 登録基準
この世界遺産は世界遺産登録基準のうち、以下の条件を満たし、登録された（以下の基準は世界遺産センター公表の登録基準からの翻訳、引用である）。
- (1) 人類の創造的才能を表現する傑作。
- (2) ある期間を通じてまたはある文化圏において、建築、技術、記念碑的芸術、都市計画、景観デザインの発展に関し、人類の価値の重要な交流を示すもの。
- (3) 現存するまたは消滅した文化的伝統または文明の、唯一のまたは少なくとも稀な証拠。